# Ace Books
Ace Books – amerykańskie wydawnictwo, specjalizujące się w książkach science-fiction i fantasy. Firma została założona w Nowym Jorku w 1952 przez Aarona A. Wyna. Początkowo publikowała pozycje z gatunków: western i tzw. mystery fiction. W 1953 wydawnictwo rozszerzyło swoją działalność, publikując pierwszą powieść z gatunku fantastyki naukowej. Po sukcesie powieści z tego gatunku w ciągu kilku lat przewyższyły swój ilością te wydawane wcześniej. Wydawnictwo zaczęło publikować też literaturę faktu, powieść gotycką czy romanse. Firma była znana w publikowania książek w tzw. formacie tête-bêche.
Przez pierwsze dziesięć lat swojej działalności wydawnictwo, razem z Ballantine Books, było jedną z wiodących firm publikujących fantastykę naukową. Śmierć założyciela w 1967 stopniowo zaczęła jednak odwracać los Ace Books. Początkowo, dzięki nagrodom zdobytym przez serię Ace Science Fiction Specials, wydawnictwo wciąż zachowywało swój sukces, jednak w 1971 odeszli dwaj wiodący redaktorzy: Donald A. Wollheim i Terry Carr. Firma została sprzedana wydawnictwu Grosset & Dunlap. Pomimo problemów finansowych, firma wciąż odnosiła kolejne sukcesy, zwłaszcza w przypadku trzeciego wydania serii Ace Science Fiction Specials, do której Carr powrócił w roli redaktora. Kolejne fuzje sprawiły, że firma została wchłonięta przez Berkley Books. W późniejszym czasie Ace Books zmieniło się w imprint Penguin Group.
Wydawnictwo publikowało takich twórców jak: Philip K. Dick, Robert Bloch, Harlan Ellison, Harry Whittington i Louis L’Amour.

## Powiązane osoby
- A.A. Wyn, właściciel (1952–1967)
- Donald A. Wollheim, redaktor (1952–1971)[6]
- Terry Carr(inne języki), redaktor (1964–1971); niezależny redaktor (1983–1987)[7]
- Pat LoBrutto, pracownik zajmujący się pocztą (1969–1972); redaktor fantastyki naukowej (1974–1977)[8][9]
- Frederik Pohl, redaktor naczelny (grudzień 1971 – lipiec 1972)[10]
- Tom Doherty, wydawca (1975–1980)[11][12][13]
- Jim Baen, dział skarg (ok. 1973–1974); redaktor powieści gotyckich (ok. 1974); redaktor fantastyki naukowej (ok. 1977–1980)[8]
- Ellen Kushner[14]
- Terri Windling, redaktor (1979–1987)[15]
- Harriet McDougal, dyrektor redakcji[16]
- Susan Allison, redaktor (1980–1982); redaktor naczelny (1982–2006); zastępca prezesa (1985 – July 2015)[17][18][19]
- Beth Meacham, asystent redaktora (1981–1982); redaktor (1982–1983)[11][20]
- Ginjer Buchanan, redaktor (1984–1987); straszy redaktor (1987–1994); redaktor naczelny SF i fantsy  (1994 – styczeń 1996); starszy redaktor naczelny i dyrektor marketingu (styczeń 1996 – 2006); redktor naczelny (2006–2014[21])[22].
- Peter Heck (ok. 1991–1992)[23]
- Laura Anne Gilman(inne języki) (ok. 1991)[24]
- Lou Stathis, redaktor (do ok. 1994)[25]